# Szemlér Ferenc (költő, 1906–1978)
Szemlér Ferenc, I. Szemlér Ferenc (Székelyudvarhely, 1906. április 3. – Bukarest, 1978. január 9.) romániai magyar költő, író, műfordító, kritikus, atyja id. Szemlér Ferenc költő, író, magyar nyelvész.

## Pályája
1923-tól jelentek meg első versei, írásai. 1923-tól a bukaresti egyetem jogi karán tanult, jogi tanulmányokat végzett, 1930-tól 1948-ig ügyvéd és újságíró volt Brassóban. Az Új arcvonal (1931) és az Új erdélyi antológia (1937) című kötetek munkatársa volt. A marosvécsi Helikon írói közé tartozott. 1938-ban megalapította az Erdélyi Enciklopédia kiadót. 1944-1946-ban Brassóban szerkesztette a Magyar Népi Szövetség Népi Egység című napilapját. 1953-tól az Igaz Szó szerkesztője volt. 1956-tól végleg Bukarestbe költözött. Vezető szerepe volt a romániai magyar irodalomban, egy ideig az írószövetség titkára volt, az Utunk és a Művelődés szerkesztőbizottsági tagja volt.
Természetes közegének érezte a kisebbségi sorsot, és műveiben is ennek az érzésnek ad hangot. Költői nyelvére az expresszionizmus és a whitmani szabadvers hatott. Az 1930-as években a klasszikus eszményekhez fordult. A háborúban a dél-erdélyi magyar értelmiség félelmeinek adott hangot, és őszinte hittel üdvözölte a kommunista fordulatot. Ez a politikai irány sematikussá tette költészetét. Az 1960-as évektől ifjúságának emlékeit idézte föl, a táj szépségét festette kulturális élményeiről beszélt, elégikusan adott számot az öregedés fájdalmáról.

## Díjai
- Baumgarten-díj (1943)
- Román Népköztársaság Állami Díja (1953)

## Művei
Számos műfajban alkotott: versek, regények, színművek, memoár, esszék maradtak utána. Művei változó színvonalúak.

### Versei
- Éjszakai kiáltás (1930)
- Ember és táj (1934)
- Búvópatak. Szemlér Ferenc versei; Bibliotéka, Bp., 1940
- Lángoló napok (1944)
- Tavaszodik. Versek; Athenaeum, Cluj-Kolozsvár, 1948 (Népművelési füzetek)
- Mind több a fény. Költemény a villamosításról; Állami Irodalmi és Művészeti, Bukarest, 1951
- Harcolni híven (1953)
- Gyökerestől! Szatirikus költemények; Állami Irodalmi és Művészeti, Bukarest, 1954
- Válogatott versek; Állami Irodalmi és Művészeti, Bukarest, 1955
- Dúdoló. Versek; Állami Irodalmi és Művészeti, Bukarest, 1957
- Téli alma. Versek; Állami Irodalmi és Művészeti, Marosvásárhely, 1959
- Szelek tenyerén (1960)
- Változó vidék. Versek; Állami Irodalmi és Művészeti, Bukarest, 1960
- Álmok között. Versek; Irodalmi, Bukarest, 1961
- Szemlér Ferenc legszebb versei (1962)
- Egy életen át (1963)
- Vándorló évek (1964)
- Minden halhatatlan (1965)
- Különös korban (1966)
- Versek, 1-3.; bev. Deák Tamás; Irodalmi, Bukarest, 1967–1983 (Romániai magyar írók)
- Madárjóslat (1971)
- Varázsvessző (1972)
- Fekete csillag. Válogatott szerelmes versek; Albatrosz, Bukarest, 1973
- Kései kaszálás (1973)
- Az álom túlsó partján, avagy egy lelkiállapot története (1976)
- Fegyveres felhők (1977)
- Nagy folyamok mellett (1979)
- Hajnali eső. Válogatott versek; Kriterion, Kolozsvár, 2006 (Romániai magyar írók)

### Regényei
- Más csillagon; Erdélyi Enciklopédia, Kolozsvár, 1939 (Az Erdélyi Enciklopédia könyvei)
- Arkangyalok bukása. Regény; Józsa Béla Athenaeum, Kolozsvár, 1947
- A földalatti erdő (1950)
- A hárompúpú hegy (1957)
- Napforduló (1959)
- Földön, égen (1962)
- Augusztustól augusztusig I-III. (1963)
- Libasorban (1967)
- A sárkányok meghalnak (1967)
- A mirigy esztendeje (1969)
- Udvarhelyi Odüsszeia I-III. (1971)

### Egyéb művei
- Hazajáró lélek, előszó: Kakassy Endre (emlékezések, 1943)[1]
- A tűz sebesen jár, (egyfelvonásos 1948)
- A híd elkészül (dráma, 1949)
- Lépésről lépésre. Tanulmányok, cikkek; Irodalmi és Művészeti, Marosvásárhely, 1956
- Búcsú az ifjúságtól és egyéb történetek (1957)
- A költészet értelme. Esszék és jegyzetek; Irodalmi, Bukarest, 1965
- Életünk és halálunk (3 dráma, 1968)
- Négyarcú világ. Útiképek; Kriterion, Bukarest, 1970
- Évgyűrűk. Prózai írások 1930–1944; Kriterion, Bukarest, 1970
- Az Erdélyi Helikon költői. 1928–1944; sajtó alá rend., bev. Szemlér Ferenc; Kriterion, Bukarest, 1973 (Romániai magyar írók)
- Személyes ügy. Vallomások, emlékek; Kriterion, Bukarest, 1975
- Emlékezés egy süvölvényre (emlékezések, 1978)
- Harc szélmalmokkal. Kísérletek; Eminescu, Bukarest, 1979
- Százlátó üveg; Kriterion, Bukarest, 1979
- Lim-lom. Vidám játszadozások; Kriterion, Bukarest, 1986

## Műfordításai
- Mai román költők. Lírai antológia; ford. Szemlér Ferenc; Vajda János Társaság, Bp., 1940 (Flora mundi)
- V. Eftimiu: Az ember, aki látta a halált (1941)
- G. Kanin: Ócskavas nagyban (1949)
- J. Lafitte: Életre-halálra (1949)
- Z. Stancu: Mezítláb (1949)
- M. Beniuc: Ének Gheorghiu-Dej elvtársról (1951)
- N. Cassian: Deli Nika (1954)
- V. Alecsandri: A tél (1955)
- T. Arghezi: 1907 – Tájak és emberek (1956)
- Z. Stancu: A föld virága (1956)
- V. Porumbacu: Versek (1957)
- T. Arghezi: Telehold (1958)
- V. Alecsandri: Válogatott versek (1958)
- E. Jebeleanu: Válogatott versek (1958)
- E. Jebeleanu: Kisebb költemények (1958)
- Ötsarkú égi csillag (1959)
- V. Alecsandri: Mezei hangverseny (1960)
- A. Macedonski: Decemberi éj (1961)
- B. Brecht: A vágóhidak Szent Johannája (1961)
- M. Beniuc legszebb versei (1962)
- M. Banuș: Aranycsináló (1963)
- R. Graves: Homérosz leánya (1968)
- Változott egekben (1969)
- T. S. Eliot legszebb versei (1970)
- M. Sorescu: Együtt álmodunk (1971)
- Alexandru Macedonski legszebb versei (1972)
- Z. Stancu: A piros fa (1973)
- Octavian Goga legszebb versei (1974)
- E. Sitwell: Káin árnyéka (1974)
- K. Grahame: Szél lengeti a fűzfákat (1974)
- Vasile Alecsandri legszebb versei (1975)
- I. Minulescu: Nem az vagyok, akinek látszom (1977)
- T. Arghezi: Ének az emberről (1980)